# Michael Cramer (Politiker)

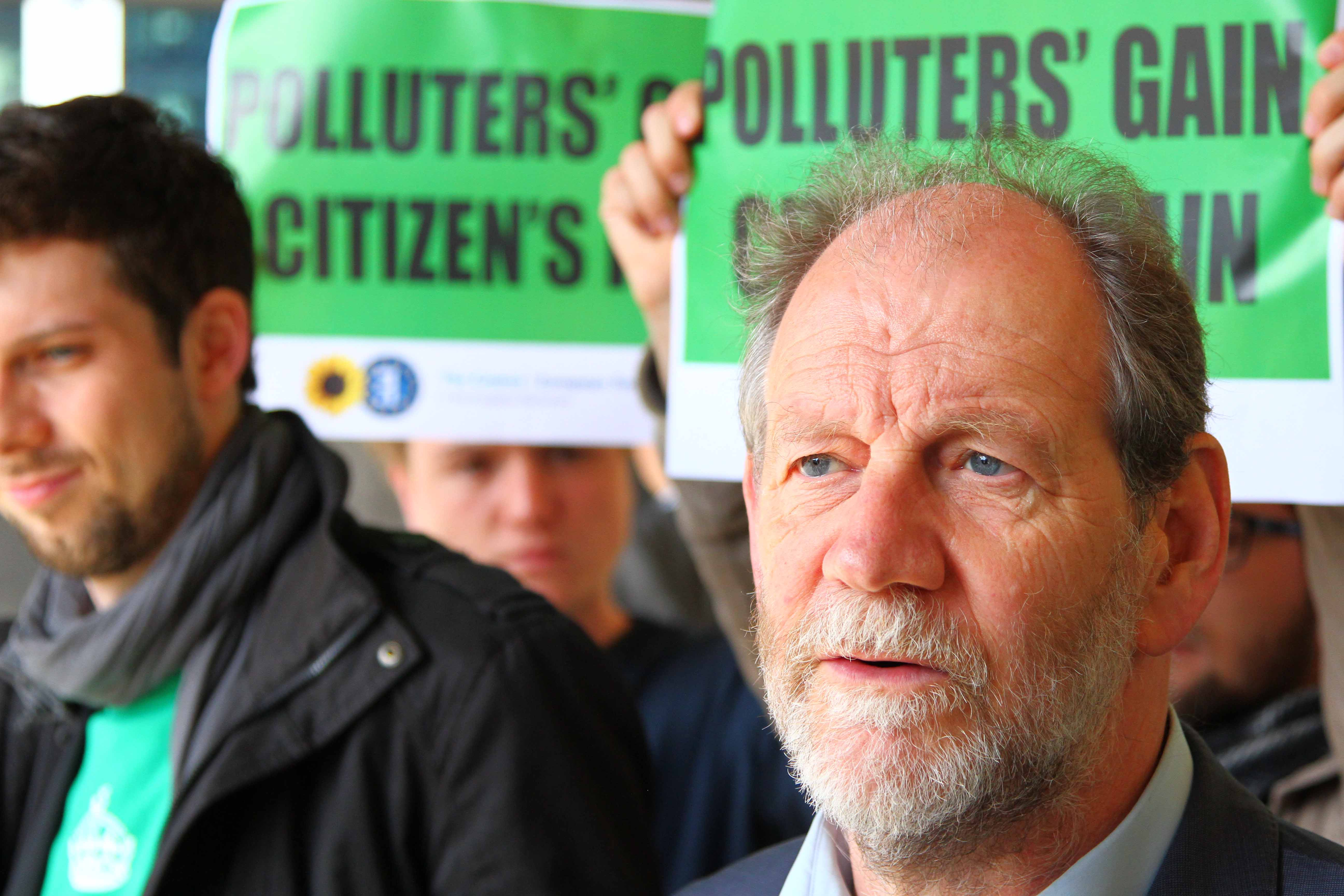
Michael Cramer (2013)

Michael Cramer (* 16. Juni 1949 in Gevelsberg) ist ein deutscher Politiker (Bündnis 90/Die Grünen). Von 2004 bis 2019 Mitglied des Europäischen Parlaments war er dort zwischen 2014 und Januar 2017 Vorsitzender im Ausschuss für Verkehr und Fremdenverkehr (TRAN).

## Leben und Beruf
Nach dem Abitur 1969 am Reichenbach-Gymnasium in Ennepetal studierte Michael Cramer die Fächer Musik, Sport und Pädagogik an der Johannes Gutenberg-Universität Mainz. 1974 bestand er das erste und nach dem Referendariat an der Ernst-Abbe-Oberschule in Berlin-Neukölln auch das zweite Staatsexamen für das Lehramt an Gymnasien. Von 1977 bis 1995 war er als Lehrer am Albrecht-Dürer-Gymnasium in Berlin-Neukölln tätig.
Im Juli 2018 erhielt er für das Projekt „Iron Curtain Trail“ / „Europa-Radweg Eiserner Vorhang“ das Bundesverdienstkreuz. 2021 wurde ihm der Verdienstorden des Landes Berlin verliehen.

## Partei

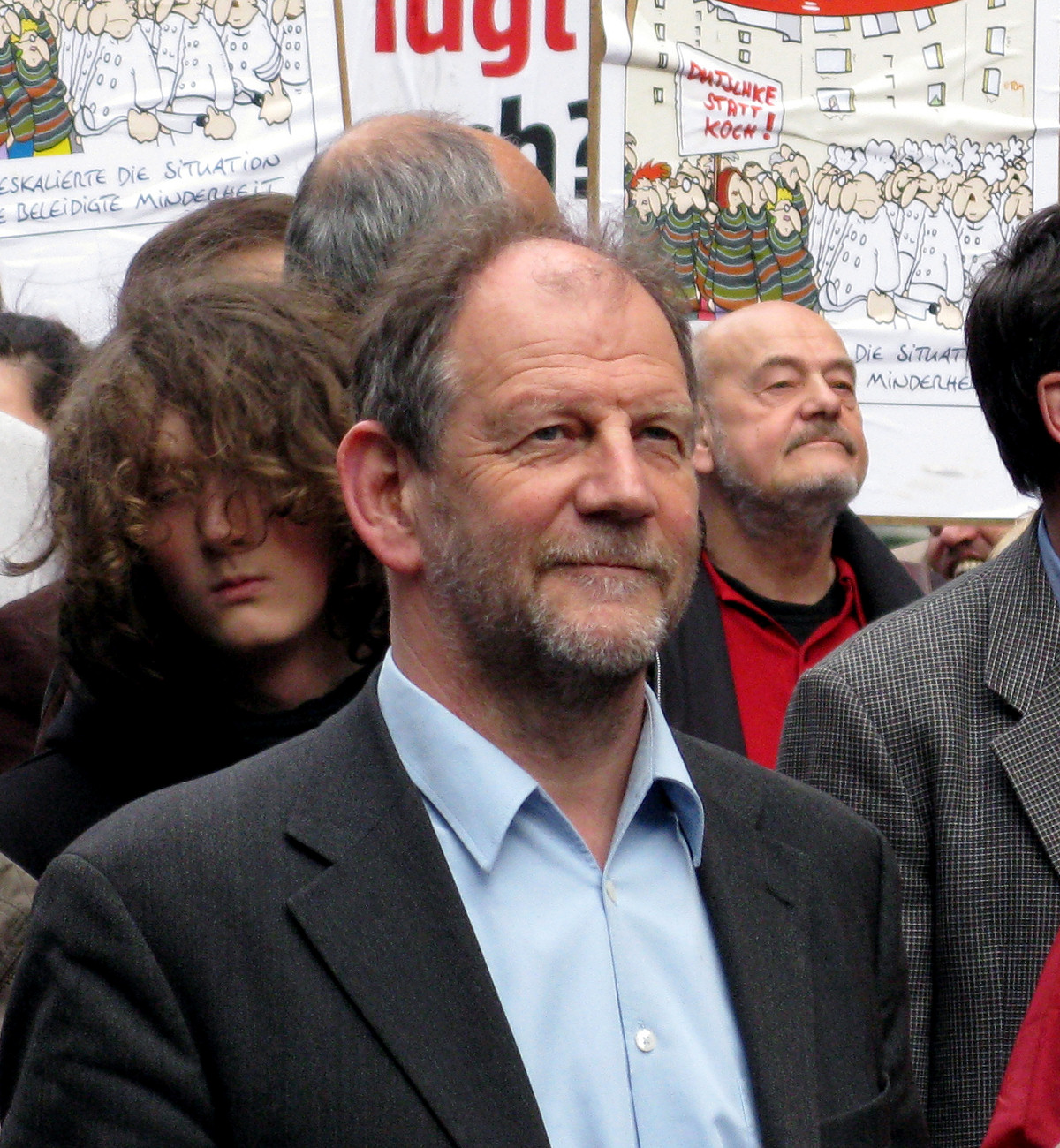
Michael Cramer (2008)

1986 wurde Michael Cramer Mitglied der Alternativen Liste für Demokratie und Umweltschutz (AL) in Berlin, der Vorgängerin der Partei Bündnis 90/Die Grünen Berlin.

## Abgeordneter
Von 1989 bis 2004 gehörte Michael Cramer dem Abgeordnetenhaus von Berlin an. Hier war er verkehrspolitischer Sprecher der Grünen-Fraktion und von 1989 bis 1990 Vorsitzender des Ausschusses für Verkehr und Betriebe. Neben weiteren Ausschüssen war er auch Mitglied im Europa-Ausschuss. Während seiner Zeit als Abgeordneter nahm Cramer mehrere Lehraufträge am Otto-Suhr-Institut der Freien Universität Berlin wahr. Dort unterrichtete er im Fachbereich Politikwissenschaften zu den Themen Verkehrs- und Stadtpolitik.
Von 2004 bis 2019 war Michael Cramer Mitglied des Europäischen Parlaments.
Als Mitglied im Ausschuss für Verkehr und Fremdenverkehr (TRAN) war er von 2004 bis 2014 verkehrspolitischer Sprecher der Fraktion Die Grünen/Europäische Freie Allianz.
Von Juli 2014 bis Januar 2017 bekleidete er das Amt des Vorsitzenden des Ausschusses für Verkehr und Tourismus. Er war der einzige Ausschussvorsitzende, den die Fraktion Die Grünen/Europäische Freie Allianz im Parlament stellte und qua Amt Mitglied in der Konferenz der Ausschussvorsitze. Nachfolgerin als Ausschussvorsitzende wurde die französische Grünenabgeordnete Karima Delli. Cramer ist weiterhin Mitglied des Ausschusses.
Außerdem war er Mitglied der Delegationen für die Beziehungen zu Australien und Neuseeland. Weiterhin ist Cramer Mitglied in der Delegation für die Beziehungen zu Nordmazedonien.
Zudem ist er mitwirkungsberechtigtes Mitglied im Ausschuss für die Angelegenheiten der EU im Deutschen Bundestag.
Als Mitglied des Europäischen Parlaments setzte sich Cramer gegen den Ausbau der österreichischen Südbahn im Rahmen der Baltisch Adriatischen Achse und gegen den Bau der Festen Fehmarnbeltquerung ein. Cramer initiierte die Einrichtung des 160 km langen Berliner-Mauer-Radwegs und des Europa-Radweg Eiserner Vorhang (Iron Curtain Trail).
Trotz seiner offiziellen Unterstützung für die Demonstrationsreihe „Freiheit statt Angst“ stimmte Cramer am 12. September 2018 mit sechs weiteren von insgesamt elf deutschen Abgeordneten der Fraktion Grüne/EFA für den Entwurf einer EU-Urheberrechtsreform, der aufgrund von Aspekten wie Upload-Filtern und einem Leistungsschutzrecht umstritten ist. Vor allem auf Verkehrspolitik spezialisiert, hat er sich bis dahin öffentlich nicht zu dem Thema geäußert.
Zur Europawahl 2019 trat er nicht mehr an.

## Mitgliedschaften
Michael Cramer ist Mitglied der Europa-Union Parlamentariergruppe Europäisches Parlament und offizieller Mitunterstützer der seit 2006 veranstalteten überwachungskritischen Datenschutzdemonstration „Freiheit statt Angst“.
Von 2010 bis 2014 war er stellvertretender Vorsitzender des „Rail Forum Europe“, seit September 2014 sitzt er dem Gremium vor. Das „Rail Forum Europe“ ist eine parteiübergreifende Dialogplattform, deren Ziel es ist, den Diskurs zwischen Europäischem Parlament, der Europäischen Kommission, der Mitgliedsstaaten und dem europäischen Eisenbahnsektor zu vereinfachen.

## Veröffentlichungen
- Berliner Mauer-Radweg – eine Reise durch die Geschichte Berlins. 10. Auflage. Verlag Esterbauer, Rodingersdorf (Österreich) 2022, ISBN 978-3-85000-992-8 (eine 160 Kilometer lange Route entlang der ehemaligen Mauer um West-Berlin).
  - Berlin Wall Trail. 2. Auflage. Verlag Esterbauer, Rodingersdorf (Österreich) 2002, ISBN 978-3-85000-458-9 (englisch).
- Finnland, Ostseeküste Baltikum – Von der Barentssee und von Helsinki nach Rīga. Europa-Radweg Eiserner Vorhang Band 1. Verlag Esterbauer, Rodingersdorf (Österreich) 2018, ISBN 978-3-85000-737-5.
  - Finland, Baltic Sea Coast – From the Barents Sea and from Helsinki to Rīga. 2. Auflage. Iron Curtain Trail Volume 1. Verlag Esterbauer, Rodingersdorf (Österreich) 2018, ISBN 978-3-85000-745-0 (englisch).
- Von Rīga nach Lübeck – Entlang der Ostseeküste durch Lettland, Litauen, Kaliningrad, Polen, Deutschland. 4., überarbeitete Auflage. Europa-Radweg Eiserner Vorhang Band 2. Verlag Esterbauer, Rodingersdorf (Österreich) 2023, ISBN 978-3-7111-0119-8.
  - Baltic Sea Cycle Route, From Rīga to Lübeck. 2. Auflage. Iron Curtain Trail Volume 2. Verlag Esterbauer, Rodingersdorf (Österreich) 2017, ISBN 978-3-85000-730-6 (englisch).
- Deutsch-Deutscher Radweg – Am "Grünen Band" von Lübeck nach Hof. 6., überarbeitete Auflage. Europa-Radweg Eiserner Vorhang Band 3. Verlag Esterbauer, Rodingersdorf (Österreich) 2020, ISBN 978-3-85000-872-3.
  - German-German Border Trail, Along the “Green Belt” from Lübeck to Hof. Iron Curtain Trail Volume 3. Verlag Esterbauer, Rodingersdorf (Österreich) 2019, ISBN 978-3-85000-790-0 (englisch).
- Von Hof nach Szeged – Deutschland, Tschechien, Österreich, Slowakei, Ungarn, Kroatien, Serbien. 3., überarbeitete Auflage. Europa-Radweg Eiserner Vorhang Band 4. Verlag Esterbauer, Rodingersdorf (Österreich) 2023, ISBN 978-3-7111-0017-7.
  - From Hof to Szeged. 2. Auflage. Iron Curtain Trail Volume 4. Verlag Esterbauer, Rodingersdorf (Österreich) 2016, ISBN 978-3-85000-727-6 (englisch).
- Südost-Europa – Von Szeged nach Rezovo am Schwarzen Meer. Europa-Radweg Eiserner Vorhang Band 5. Verlag Esterbauer, Rodingersdorf (Österreich) 2019, ISBN 978-3-85000-757-3.
  - South-Eastern Europe, Along the „Green Belt“ from Szeged to Rezovo at the Black Sea. Iron Curtain Trail Volume 5. Verlag Esterbauer, Rodingersdorf (Österreich) 2019, ISBN 978-3-85000-789-4 (englisch).
- Cycling Guide – San Francisco Bay Trail. Verlag Esterbauer, Rodingersdorf (Österreich) 2005, ISBN 3-85000-151-2 (englisch).